# Rubble Glacier
Rubble Glacier är en glaciär i Antarktis. Den ligger i Västantarktis. Argentina, Chile och Storbritannien gör anspråk på området. Rubble Glacier ligger 199 meter över havet.
Terrängen runt Rubble Glacier är kuperad västerut, men österut är den platt. Terrängen runt Rubble Glacier sluttar österut. Trakten är obefolkad. Det finns inga samhällen i närheten. 